# Ceropteris pulchella
Ceropteris pulchella là một loài dương xỉ trong họ Pteridaceae. Loài này được Underw. & Benedict in Bailey mô tả khoa học đầu tiên năm 1917.
Danh pháp khoa học của loài này chưa được làm sáng tỏ. 